# (18193) Hollilydrury
(18193) Hollilydrury (2000 QT93) – planetoida z pasa głównego asteroid okrążająca Słońce w ciągu 3,88 lat w średniej odległości 2,47 j.a. Odkryta 26 sierpnia 2000 roku.